# Elvira (Buenos Aires)
Elvira es una localidad del partido de Lobos, provincia de Buenos Aires, Argentina.

## Historia
El ramal Empalme Lobos a 25 de Mayo fue habilitado con fecha 18 de enero de 1898. La ubicación de la segunda estación a partir de Empalme Lobos, en el pK 137.528 ya había sido aprobada en 1896, resolviéndose denominarla Elvira en honor a la propietaria de los campos del lugar en que se construyó la misma: María Elvira Carboni de Díaz Romero. La población creció alrededor de la estación formándose así un caserío en ambos frentes del cuadro ferroviario, aunque recién en 1949 se realizó el trazado urbano.

## Geografía

### Población
Cuenta con 133 habitantes (Indec, 2010), lo que representa un descenso del 22% frente a los 170 habitantes (Indec, 2001) del censo anterior.
| Gráfica de evolución demográfica de Elvira entre 1991 y 2010 |
|                                                              |
| Fuente: Censos nacionales del INDEC                          |

### Sismicidad
La región responde a las subfallas «del río Paraná», y «del río de la Plata», y a la falla de «Punta del Este», con sismicidad baja; y su última expresión se produjo el 5 de junio de 1888 (136 años), a las 3.20 UTC-3, con una magnitud aproximadamente de 5,0 en la escala de Richter (terremoto del Río de la Plata de 1888).
La Defensa Civil municipal debe advertir sobre escuchar y obedecer acerca de
Área de
- Tormentas severas, poco periódicas, con Alerta Meteorológico
- Baja sismicidad, con silencio sísmico de 136 años